# Bornholmi repülőtér
A Bornholmi repülőtér (dánul Bornholms Lufthavn) (IATA: RNN, ICAO: EKRN) egy nemzetközi repülőtér a dániai Bornholm szigetén, Rønnétől 5 km-re délkeletre.

## Légitársaságok és úticélok

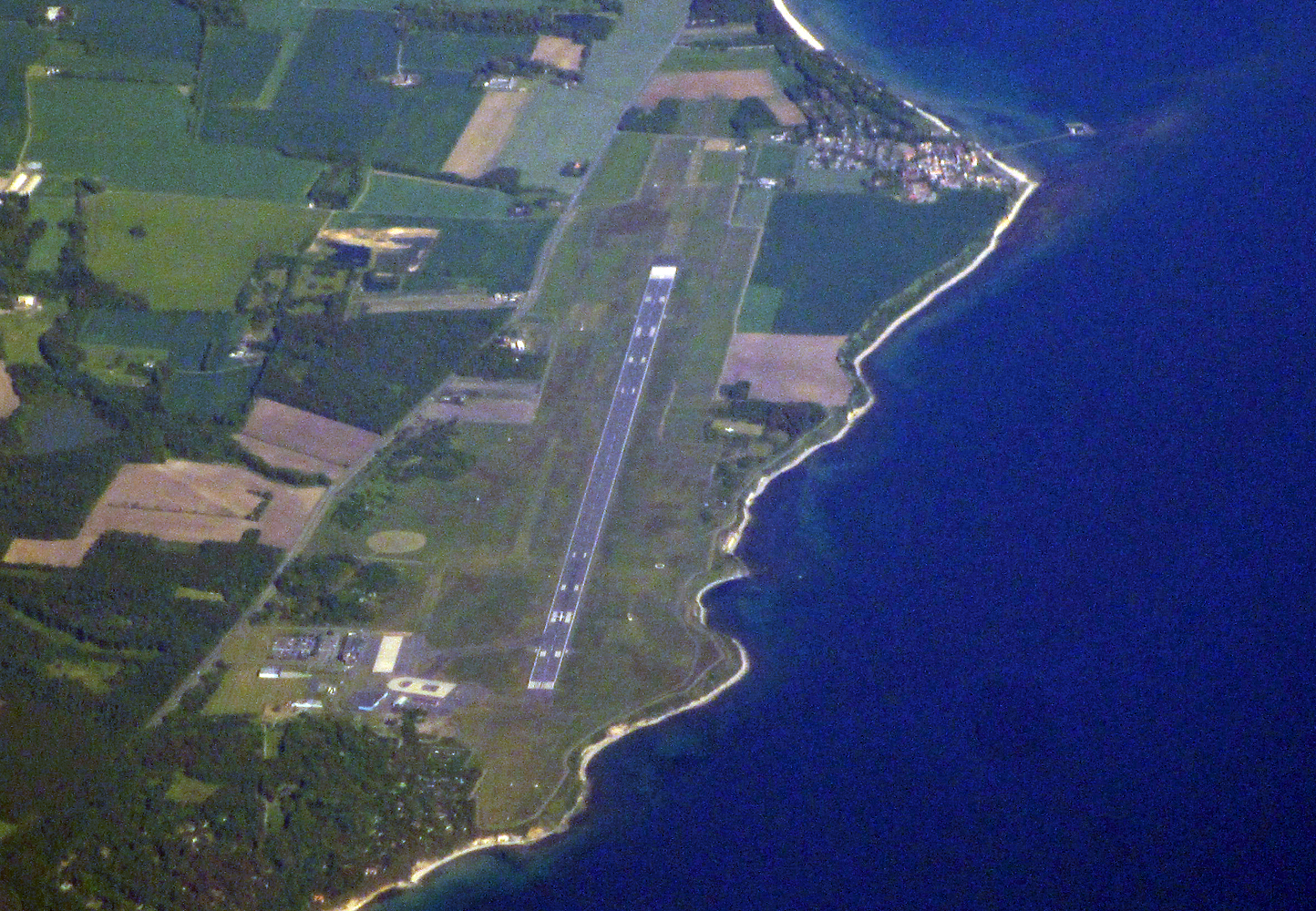
Légi fotó

| Légitársaság          | Célállomások                                                     |
| --------------------- | ---------------------------------------------------------------- |
| Alsie Express         | Szezonális: Sønderborg                                           |
| DAT                   | Copenhagen Szezonális: Aalborg, Aarhus, Berlin, Billund, Esbjerg |
| Norwegian             | Szezonális: Copenhagen                                           |
| Scandinavian Airlines | Szezonális: Copenhagen                                           |

## Forgalom
Az utasforgalom az elmúlt években az alábbi módon változott:
| Utasok száma | 167 052 | 127 061 | 224 366 | 194 532 | 250 280 | 207 707 | 261 002 | 263 118 | 135 369 | 199 456 |
|              | 2001    | 2003    | 2006    | 2008    | 2010    | 2013    | 2015    | 2017    | 2020    | 2022    |